# トルグン・アルマス
トルグン・アルマス（ウイグル語: تۇرغۇن ئالماس、簡: 吐尔贡·阿力玛斯、英: Turghun Almas、1924年10月30日 - 2001年9月11日）は、カシュガル地区コナシェヘル県生まれのウイグルの歴史家で詩人。アルマスは王楽泉から「民族主義的分離主義者への支持者」として批判され、自身の政治活動を理由に1943年から1946年までと1947年7月から1949年4月までの2度投獄された。1950年、アルマスはAzadliq新聞の編集者になった。

## 生涯
1924年10月30日、新疆ウイグル自治区カシュガル地区コナシェヘル県の商人の家に生まれ、郷里の小学校と中学校を卒業後、1937年、両親と共にグルジャ市へ転居した。1939年9月から1942年8月までウルムチ省立師範学校で、1956年6月から1957年6月まで魯迅文学院で学んだ。1940年代にアルマスはロシア語、フランス語、英語の古典作家の作品を読み、創作活動を始めた。1942年8月、師範学校を卒業後、アルマスは焉耆の小学校の校長となった。1943年、アルマスは国民党政府に逮捕され、1946年に刑務所から釈放された。1947年5月、アフメトジャン・カスィミ（東トルキスタン独立運動指導者）と張治中がカシュガルへ視察に来た際、アルマスは面会して人民の権利を訴えた。アルマスは1947年7月21日、再び国民党政府に逮捕され、投獄された後、1949年4月8日に釈放された。アルマスは、その年の8月にイリ・カザフ自治州に到着し、AdvanceNewsの編集者を務めた。
1950年から1953年7月までアルマスはカシュガルとウルムチで公安局の職員として勤めた。アルマスは多数の文学作品を出版し、『タリムの風』『黎明』と題した詩集や戯曲『ナイフ』などを出版した。アルマスはかつて、中華人民共和国建国前のウイグル人の苦難の生活と闘争を描いた長編小説『カシュガルの歴史』を書いたが、出版前に「文化大革命」の間に没収され、失われた。
文化大革命時の1970年8月、アルマスは共産党政府により逮捕され、深さ300メートルの坑道で重労働を課された後、1977年10月に解放された。文化大革命後、アルマスはウイグルの歴史と文学の研究に専念し、『匈奴簡史』などの大作を出版した。
アルマスは1980年にウイグルの歴史についての研究を開始し、1989年に歴史的にはウイグルが新疆ウイグル自治区の統治者であり、独立国家であるべきだとする著書『ウイグル人』を出版した。その後『ウイグル人』は、「大ウイグル主義的」「民族分裂主義的」であることを理由に発禁処分となり、アルマス自身も軟禁状態に置かれ、真偽は不明だがそのままウルムチ市で死んだという。

## 著作
- 詩集『タリムの風』『黎明』
- 戯曲『ナイフ』
- 『匈奴簡史』
- 『ウイグル古代文学』
- 『ウイグル人』
  - Тургун Алмас Хамит Хамраев訳 (1993). Уйгуры. ISBN 5615011084. OCLC 44586582
  - Turgun Almas (2010 April 19). Uygurlar. Selenge. ASIN 9758839713. ISBN 978-9758839711. OCLC 930708727
  - トルグン・アルマス 著、東綾子 訳『ウイグル人』集広舎、2019年12月20日。ASIN 490421384X。ISBN 978-4-904213-84-1。 NCID BB29416497。OCLC 1136689046。全国書誌番号:23316697。